# IC 197
IC 197 је спирална галаксија у сазвјежђу Рибе која се налази на листи објеката дубоког неба у Индекс каталогу.
Деклинација објекта је + 2° 47' 12" а ректасцензија 2h 4m 4,9s. Привидна величина (магнитуда) објекта IC 197 износи 13,6 а фотографска магнитуда 14,4. IC 197 је још познат и под ознакама UGC 1564, MCG 0-6-27, CGCG 387-31, KUG 0201+025, PGC 7875.